# Microrregión de Curitiba
La microrregión de Curitiba es una de las microrregiones del estado brasileño de Paraná perteneciente a la mesorregión Metropolitana de Curitiba. Su población fue estimada en 2009 por el IBGE en 3.307.945 habitantes y está dividida en diecinueve municipios. Posee un área total de 8.589,230 km².

## Municipios
- Almirante Tamandaré
- Araucária
- Balsa Nova
- Bocaiuva do Sul
- Campina Grande do Sul
- Campo Largo
- Campo Magro
- Colombo
- Contenda
- Curitiba
- Fazenda Rio Grande
- Itaperuçu
- Mandirituba
- Pinhais
- Piraquara
- Quatro Barras
- Rio Branco do Sul
- São José dos Pinhais
- Tunas do Paraná

- Datos: Q2667127